# Irek
Irek es un álbum recopilitario de la cantante italiana Irene Grandi, publicado el 1º de junio del 2001.
Anticipado por el sencillo, Per fare l'amore, el álbum es una antología de canciones de la artista con la agregación de un inédito, dos rearreglamentos y una versión, Sconvolto così, versión de Tell Me de Billie Myers del 1998.
En el álbum está también una versión acústica de Che vita è y una versión alternativa de In vacanza da una vita.

## Canciones
| #   | Título                                                                   | Duración |
| --- | ------------------------------------------------------------------------ | -------- |
| 01. | “Per fare l'amore” Para hacer el amor                                    | (03:34)  |
| 02. | “Tutta diversa (come mi vuoi)” Completamente diferente (como me quieres) | (04:28)  |
| 03. | “Sconvolto così” Tan mal así                                             | (04:17)  |
| 04. | “La tua ragazza sempre” Tu chica siempre                                 | (04:11)  |
| 05. | “Dolcissimo amore” Dulcísimo amor                                        | (04:13)  |
| 06. | “Fuori” Fuera                                                            | (04:18)  |
| 07. | “Che vita è” (Versión Acústica) Qué vida es                              | (04:15)  |
| 08. | “Otto e mezzo” Ocho y media                                              | (03:44)  |
| 09. | “Un motivo maledetto” (Radio Edit) Un motivo maldito                     | (03:38)  |
| 10. | “T.V.B.” T.Q.M (Te quiero mucho)                                         | (03:54)  |
| 11. | “Bum bum” Bum Bum                                                        | (04:16)  |
| 12. | “Vai vai vai” Ve ve ve                                                   | (05:07)  |
| 13. | “Eccezionale” Excepcional                                                | (04:38)  |
| 14. | “In vacanza da una vita” (Versión 2001) De vacaciones de una vida        | (04:54)  |
| 15. | “Cose da grandi” Cosas de grandes                                        | (05:29)  |

- Datos: Q3801861